# Nino Minieri
Nino Minieri (Nola, 25 febbraio 1949) è un cantautore italiano.
Nato a Nola nel 1949 e vincitore del Cantagiro del 1977 e del Girofestival del 1978, si esibisce come cantante e talvolta suona anche il pianoforte.

## Biografia
Nasce a Nola, dove cresce e si forma. Sin da piccolo studia canto e pianoforte.
Nel 1977 partecipa e vince il primo premio al Cantagiro, con il brano Vai via con lui, da lui scritto e musicato. Il singolo riscuote un buon successo in termini di vendite e di trasmissioni in radio.
Vince il Girofestival 1978 con il brano Primo incontro, il cui filmato viene trasmesso in RAI il 13 agosto 1978.
Dal 1982 al 1987 si trasferisce a Barcellona.
Nel 1998, scrive e canta per la Festa dei Gigli di Nola in onore di San Paolino la canzone Festa Comme A Te.
Nel 2011 incide il singolo Noi Navighiamo, che ha per tema l'importanza dei social network.
Sempre nel 2011 incide il singolo A Munnezza, canzone contro il sistema e soprattutto per sensibilizzare il periodo emergenza rifiuti che Napoli e provincia stava vivendo .
Nel novembre del 2015 esce il singolo We Guaglio, dedicato alla memoria del cantautore Pino Daniele, scomparso all'inizio dello stesso anno.

### Altre attività
Nel 2007 ha prodotto il film Ogni nolano, lungometraggio incentrato sulla Festa dei Gigli di Nola.
Nel 2012 pubblica il libro autobiografico La mia vera storia.
Ha girato negli anni 90 il documentario contro la violenza negli stadi Ci vuole amore tra di noi. 

### Singoli
- 1977 - Vai via con lui/T'ho telefonato
- 1978 - Primo incontro/Eccomi qua
- 1980 - Io ti do (se tu mi dai)/Ma tu
- 1980 - Dimmi/Va da lui